# Građanoviće
Građanoviće (szerbül: Грађановиће) település Szerbiában, a Raskai körzet Novi Pazar községében.

## Népessége
- 1948-ban 83 lakosa volt.
- 1953-ban 96 lakosa volt.
- 1961-ben 100 lakosa volt.
- 1971-ben 90 lakosa volt.
- 1981-ben 77 lakosa volt.
- 1991-ben 28 lakosa volt.
- 2002-ben 19 lakosa volt, akik mindannyian szerbek.

## Külső hivatkozások
- Gradanovice, Serbia Page (angol nyelven). fallingrain.com. (Hozzáférés: 2011. július 1.)
- Gradanovice Map — Satellite Images of Gradanovice (angol nyelven). maplandia.com. (Hozzáférés: 2011. július 1.)